# 片平和宏
片平 和宏（かたひら かずひろ）は、NHKのアナウンサー。

## 人物
愛知県江南市出身。名古屋中学校・高等学校、早稲田大学卒業後、2017年入局。長崎放送局でデビュー。

## 嗜好・挿話
- 小学校3年生から現在に至るまでテニスを続けている[4]。
- 幼少期からよく浜名湖に家族で足を運んでおり、静岡は縁がある土地だと感じている[1]。

## 出演
☆印は現在出演（担当）中。
長崎放送局時代（2017年度 - 2020年8月）
- どーも、NHK（2017年6月4日）- 新人お披露目
- 各種スポーツ中継
- 長崎県のニュース・中継・リポート
- イブニング長崎（不定期：リポーター及び木花牧雄のキャスター代行など）
- ニュース845長崎

静岡放送局時代（2020年9月 - 2024年度）
- NHKニュース たっぷり静岡（キャスター：2022年4月11日 - 2025年3月28日）（後藤康之と隔週で担当）
- 各種スポーツ中継
- 静岡県のニュース・中継・リポート
- おはよう静岡（不定期）[5]
- ニュースしずおか645（不定期）
- ニュースしずおか845（不定期）
- NHKニュースおはよう日本
  - 西阪太志の代理スポーツキャスター（2023年9月16日 - 18日）
- ラグビーワールドカップ2023（総合・NHKプラス）
  - ウィークリーハイライト（2023年10月21日） - スタジオ進行（斎藤希実子アナウンサーとともに、解説：五郎丸歩）
- 令和6年能登半島地震の緊急対応による金沢放送局への応援派遣
  - 正午のニュース、能登半島地震 ライフライン情報（2024年2月13日） - 志賀町から中継リポート
  - 能登半島地震 ライフライン情報（2024年2月14日：全国放送） - 能登町から中継リポート

名古屋放送局時代（2025年度 - ）
- 各種スポーツ中継☆
- 東海3県・東海北陸のニュース☆